# Pedro II av Kongo
Pedro II av Kongo, död 1624, var kung av Kongo mellan 1622 och 1624.